# José Filipe Correia Semedo
José Filipe Correia Semedo, meglio conosciuto come José Semedo (Lisbona, 26 dicembre 1979), è un ex calciatore portoghese naturalizzato capoverdiano, di ruolo attaccante.

## Carriera

### Club
Ha trascorsa la prima parte della carriera nelle serie minori portoghesi nell'Odivelas, per poi raggiungere la massima serie al Rio Ave nel 2008-2009; nella stessa stagione è emigrato a Cipro, nell'APOP Kinyras. Con questa maglia ha vinto il titolo di capocannoniere nel 2009-2010. In seguito ha giocato nell'Apollon Limassol e nell'Enosis Paralimni.

### Nazionale
Avendo anche il passaporto capoverdiano ha giocato con la nazionale capoverdiana.

## Palmarès

### Individuale
- Capocannoniere del campionato cipriota: 1

2009-2010 (22 reti)